# Илиади, Яков Александрович
Яков Александрович Илиади — советский хозяйственный, государственный и политический деятель.

## Биография
Родился в 1933 году в Крымской АССР. Член КПСС.
С 1929 года — на хозяйственной, общественной и политической работе. В 1929—1946 гг. — участковый механик, главный инженер Чиракчинской
МТС, управляющий Гузарским районным объединением «Узсельхозтехника», заместитель председателя, председатель Кашкадарьинского областного объединения «Узсельхозтехника»., первый секретарь Мубарекского райкома КП Узбекистана, первый секретарь Каршинского горкома КП Узбекистана.
Избирался депутатом Верховного Совета Узбекской ССР 10-го созыва.
Осужден в рамках узбекского дела, реабилитирован.
Погиб в ДТП в Ташкенте в 2019 году.